# 长宁区少年儿童图书馆
长宁区少年儿童图书馆位于中華人民共和國上海市长宁区，是一家事业单位图书馆，馆名由顾延龙题词，东馆为4层楼，位于长宁区愚园路1188号，建筑面积为3508平方米，西馆为2层楼位于长宁区仙霞路700弄41号，建筑面积1507平方米。

## 历史
1982年5月长宁区少年儿童图书馆成立，属长宁区图书馆的少年儿童阅览室（江苏路367号），1988年9月5日独立，不再属于长宁区图书馆，1995年因旧改迁入仙霞路700弄41号（西馆），2016年6月30日长宁区少年儿童图书馆东馆在愚园路1188号开门，2019年西馆开始重新装修，2020年9月计划开放

。